# Луцій Кальпурній Пізон (консул 27 року)
Луцій Кальпурній Пізон (лат. Lucius Calpurnius Piso; 7 рік до н. е. — 75 рік н. е.) — політичний діяч Римської імперії, консул 27 року.

## Життєпис
Походив з впливового плебейського роду Кальпурніїв. Син Гнея Кальпурнія Пізон, консула 7 року до н. е., та Мунації Планціни. Спочатку мав ім'я Гней, але після справи Германіка вимушений був змінити його на Луцій.
У 19 році Кальпурній обіймав посаду квестора Тиберія. У 20 році батько Гнея був звинувачений у образі величі римського народу та вбивстві Германіка, наклав на себе руки, не чекаючи вироку, й посмертно був визнаний винним. Гней не був причетний до його злочинів, тому сенат ухвалив видати йому частину спадщини, але зобов'язав змінити ім'я.
У 27 році Пізона обрано консулом разом з Марком Ліцинієм Крассом Фругі. У 36—37 роках займав посаду префекта Риму. Під час цього заарештував й допитав Євтихія, збіглого візника юдейського принца Агріппи, а згодом потім відправив його на о. Капрі до імператора Тиберія. Свідчення Євтихія привели до арешту його господаря, але у 37 році після смерті Тиберія, Пізон звільнив Агріппу з в'язниці відповідно до розпорядження нового імператора Калігули.
У 39—40 роках Пізон був проконсулом провінції Африка. Проте імператор Калігула побоювався, що Пізон може розпочати повстання, тому передав військові сили в Африці з підпорядкування проконсула до командування незалежного легата.
На початку правління Клавдія — у 43—44 роках — Пізон обіймав посаду легата пропретора Далмації. Після цього відійшов від активно політичного життя.

## Родина
- Кальпурнія
- Луцій Кальпурній Пізон, консул 57 року.